# Jakten på liv i universum
Jakten på liv i universum är en populärvetenskaplig bok som försöker besvara frågan om vi är ensamma i universum. Boken är skriven av Peter Linde som är docent i astronomi på Lunds universitet. Boken gavs ut 2013 av Karavan förlag.